# Nesophrosyne nimbigena
Nesophrosyne nimbigena är en insektsart som beskrevs av George Willis Kirkaldy 1910. Nesophrosyne nimbigena ingår i släktet Nesophrosyne och familjen dvärgstritar. Inga underarter finns listade i Catalogue of Life.